# دایره واژه
دایره واژه‌ (به انگلیسی: Vocabulary) یک مجموعه است که شامل واژه‌های آشنا و مأنوس در زبان سخن گفتن یک انسان می‌باشد. «دایره واژه» معمولاً با افزایش سن آن فرد، گسترش می‌یابد. «دایره واژه» یک ابزار مفید و اساسی برای ارتباط و به دست آوردن دانش (یادگیری) می‌باشد. در هنگام یادگیری زبان دوم، به دست آوردن یک «دایره واژه» گسترده یکی از چالش‌های اصلی می‌باشد.

## تعریف و استفاده
دایره واژه به صورت معمول به صورت «همهٔ واژه‌های فهمیده شده، و استفاده‌شونده توسط یک فرد بخصوص» تعریف می‌شود. قابل ذکر است که فهمیدن یک کلمه، کار مشکلی است و به سادگی توانایی تشخیص و استفاده از آن کلمه نیست.

## تفاوت دایره واژه (Vocabularty) باواژگان(Lexicon)
تفاوت اصلی آن است که:
- «واژگان» به مجموعه ای از کلمات همراه با «دانش مرتبط با خود» از اهمیت زبانی و نحوه استفاده کردن و غیره اشاره دارد.
- «دایره واژه» فقط به معنی مجموعه ای از کلمات است که فردی در یک زبان خاص، می شناسد.